# Буда (Житомирская область)
Буда (укр. Буда) — село на Украине, основано в 1895 году, находится в Лугинском районе Житомирской области.
Код КОАТУУ — 1822884402. Население по переписи 2001 года составляет 22 человека. Почтовый индекс — 11321. Телефонный код — 4161. Занимает площадь 0,27 км².

## Адрес местного совета
11321, Житомирская область, Лугинский р-н, с.Повч, ул.Центральная, 62а